# Sternotomis rousseti
Sternotomis rousseti là một loài bọ cánh cứng trong họ Cerambycidae.